# Die elegante Mode

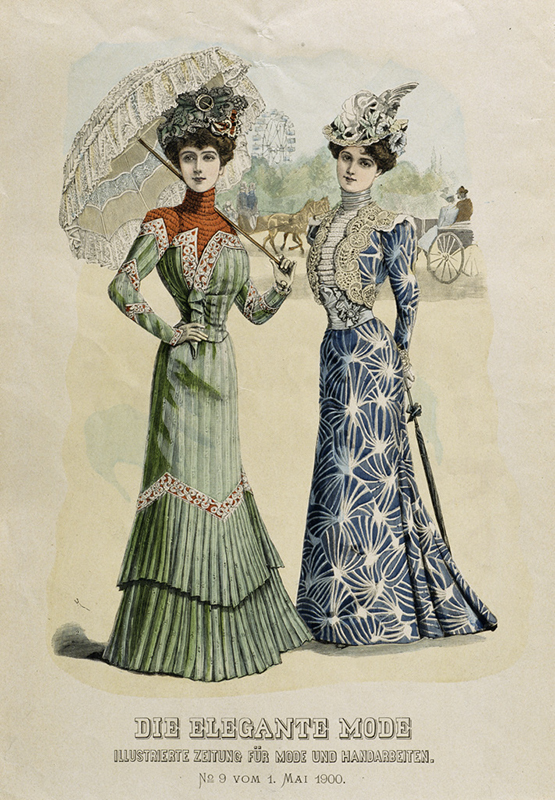
Die elegante Mode, 1900

Die elegante Mode, illustrierte Zeitung für Mode und Handarbeit war eine Modezeitschrift in Berlin, erschienen von 1890 bis 1913.

## Geschichte
Im Jahr 1890 wurde vom Verlag der Bazar-Actien-Gesellschaft erstmals Die elegante Mode herausgegeben. Sie enthielt einige Inhalte aus der prominenten Modezeitschrift Der Bazar, war aber kleiner und preisgünstiger. Beigefügt waren jeweils zwei Schnittmusterbögen und ein kolorierter Stahlstich mit einer Modedarstellung, außerdem eine Unterhaltungsbeilage. Die elegante Mode erschien alle vierzehn Tage.
1913 wurde ihr Erscheinen eingestellt und sie der Modenwelt des Ullstein Verlages eingegliedert.

## Persönlichkeiten
Leiter
- Gustav Dahms, 1894/95, Chefredakteur